# Tukwila (процессор)
Tukwila — кодовое имя процессоров Intel семейства Itanium, следующее за Itanium 2 и Montecito. Вышел в 2010 году, в 2012 был замещён Itanium 9500 (Poulson), в 2017 - Itanium 9700 (Kittson).
В марте 2005 года Intel анонсировал работы над новым процессором Itanium с кодовым именем Tukwila, представление которого было запланировано на 2007 год. Tukwila имеет четыре процессорных ядра и заменит шину процессора Itanium новой, Common System Interface, которая будет также использоваться процессорами Xeon. Спустя год, Intel перенесла сроки начала отгрузки процессоров Tukwila заказчику за 2008 год.
Серия процессоров Itanium 9300, получившая кодовое имя Tukwila, представлена 8 февраля 2010 года.
Процессор производится по 65 нм технологии, содержит четыре ядра, до 24 МБ кэша на кристалле процессора, поддерживает технологию Hyper-Threading и имеет интегрированный контроллер памяти. Реализовано исправление ошибок, возникающих во время циклов обмена с памятью. Также, в процессоре Tukwila реализована поддержка новой процессорной шины QPI, что является серьёзным прорывом для построенных на базе Itanium систем. Пиковая межпроцессорная производительность составила 96 ГБ/сек, пиковая производительность подсистемы памяти 34 ГБ/сек. Совместно с QuickPath, процессор содержит интегрированный контроллер памяти и интерфейс памяти напрямую использует интерфейс QPI для прямого доступа к другим процессорам и контроллерам ввода-вывода (англ. I/O hubs).
QuickPath, используемый также в процессорных микроархитектурах Intel Nehalem, делая вероятным тот факт, что процессоры Tukwila и Nehalem смогут использовать один чипсет. Tukwila объединит четыре диспетчера памяти, каждый из которых через отдельные контроллеры памяти поддерживает множество модулей памяти DDR3 DIMM, подобно выходящему на рынок процессору Xeon, с кодовым именем Beckton, основанному на ядре Nehalem.
Первый в мире микропроцессор, содержащий 2 миллиарда транзисторов.
| Название                                                | Может использоваться во встроенных приложениях? | Макс. TDP | Технология виртуализации (VT-x) | Технология Hyper-Threading | Технология Turbo Boost | Ориентировочная цена (партия — 1 000 шт.) | Статус       |
| ------------------------------------------------------- | ----------------------------------------------- | --------- | ------------------------------- | -------------------------- | ---------------------- | ----------------------------------------- | ------------ |
| Intel Itanium 9350                                      | Нет                                             | 185 Вт    | Да                              | Да                         | Да                     | $3838                                     | Производится |
| Intel Itanium 9340                                      | Нет                                             | 185 Вт    | Да                              | Да                         | Да                     | $2059                                     | Производится |
| Intel Itanium 9330                                      | Нет                                             | 155 Вт    | Да                              | Да                         | Да                     | $2059                                     | Производится |
| Intel Itanium 9320                                      | Нет                                             | 155 Вт    | Да                              | Да                         | Да                     | $1614                                     | Производится |
| Intel Itanium 9310                                      | Нет                                             | 130 Вт    | Да                              | Да                         | Да                     | $946                                      | Производится |
| Intel Itanium 9152M                                     | Нет                                             | 104 Вт    | Да                              | Да                         | Нет                    | Н/Д                                       | Производится |
| Intel Itanium 9150N                                     | Нет                                             | 104 Вт    | Да                              | Да                         | Нет                    | $3692                                     | Производится |
| Intel Itanium 9150M                                     | Нет                                             | 104 Вт    | Да                              | Да                         | Нет                    | $3692                                     | Производится |
| Intel Itanium 9140N                                     | Нет                                             | 104 Вт    | Да                              | Да                         | Нет                    | $1980                                     | Производится |
| Intel Itanium 9140M                                     | Нет                                             | 104 Вт    | Да                              | Да                         | Нет                    | $1980                                     | Производится |
| Intel Itanium 9130M                                     | Нет                                             | 104 Вт    | Да                              | Нет                        | Нет                    | $1552.00                                  | Производится |
| Intel Itanium 9120N                                     | Нет                                             | 104 Вт    | Да                              | Да                         | Нет                    | $910                                      | Производится |
| Intel Itanium 9110N                                     | Нет                                             | 75 Вт     | Да                              | Нет                        | Нет                    | $696                                      | Производится |
| Intel Itanium 9050                                      | Нет                                             | 104 Вт    | Да                              | Нет                        | Нет                    | $3692                                     | Производится |
| Intel Itanium 9040                                      | Нет                                             | 104 Вт    | Да                              | Нет                        | Нет                    | $1980                                     | Производится |
| Intel Itanium 9030                                      | Нет                                             | 104 Вт    | Да                              | Нет                        | Нет                    | $1552                                     | Производится |
| Intel Itanium 9020                                      | Нет                                             | 104 Вт    | Да                              | Нет                        | Нет                    | $910                                      | Производится |
| Intel Itanium 9015                                      | Нет                                             | 104 Вт    | Да                              | Нет                        | Нет                    | $749                                      | Производится |
| Intel Itanium 9010                                      | Нет                                             | 104 Вт    | Да                              | Нет                        | Нет                    | $696                                      | Производится |
| Процессор Intel Itanium 900 МГц, 1.5МБ кэш, 400 МГц FSB | Нет                                             | 90 Вт     | Нет                             | Нет                        | Нет                    | $1299                                     | Производится |
| Процессор Intel Itanium 1.66 ГГц, 9МБ кэш, 667 МГц FSB  | Нет                                             | 122 Вт    | Нет                             | Нет                        | Нет                    | $4227                                     | Производится |
| Процессор Intel Itanium 1.66 ГГц, 6МБ кэш, 667 МГц FSB  | Нет                                             | 122 Вт    | Нет                             | Нет                        | Нет                    | $1980                                     | Производится |
| Процессор Intel Itanium 1.60 ГГц, 9МБ кэш, 533 МГц FSB  | Нет                                             | 122 Вт    | Нет                             | Нет                        | Нет                    | Н/Д                                       | Производится |
| Процессор Intel Itanium 1.60 ГГц, 6МБ кэш, 533 МГц FSB  | Нет                                             | 122 Вт    | Нет                             | Нет                        | Нет                    | Н/Д                                       | Производится |
| Процессор Intel Itanium 1.50 ГГц, 6МБ кэш, 400 МГц FSB  | Нет                                             | 107 Вт    | Нет                             | Нет                        | Нет                    | Н/Д                                       | Производится |
| Процессор Intel Itanium 1.50 ГГц, 4МБ кэш, 400 МГц FSB  | Нет                                             | 107 Вт    | Нет                             | Нет                        | Нет                    | $910                                      | Производится |
| Процессор Intel Itanium 1.40 ГГц, 4МБ кэш, 400 МГц FSB  | Нет                                             | 91 Вт     | Нет                             | Нет                        | Нет                    | Н/Д                                       | Производится |
| Процессор Intel Itanium 1.30 ГГц, 3МБ кэш, 400 МГц FSB  | Нет                                             | 97 Вт     | Нет                             | Нет                        | Нет                    | $530                                      | Производится |
| Процессор Intel Itanium 1.00 ГГц, 3МБ кэш, 400 МГц FSB  | Нет                                             | 100 Вт    | Нет                             | Нет                        | Нет                    | $4106                                     | Производится |